# Uropeltis rubrolineata
Espèce
Synonymes
- Silybura rubrolineata Günther, 1875
- Uropeltis rubrolineatus (Günther, 1875)

Statut de conservation UICN

 LC  : Préoccupation mineure
Uropeltis rubrolineata est une espèce de serpents de la famille des Uropeltidae. 

## Répartition
Cette espèce est endémique du Sud de l'Inde.

## Description
Dans sa description Albert Günther indique que ce serpent a le dos brun foncé et présente des rayures rouges longitudinales plus ou moins régulières de chaque côté du corps. Sa face ventrale est noire.

## Étymologie
Son nom d'espèce, du latin rubra, « rouge », et lineatus, « rayé », lui a été donné en référence à sa livrée.

## Publication originale
- Günther, 1875 : Second Report on Collections of Indian Reptiles obtained by the British Museum. Proceedings of the Zoological Society of London, vol. 1875, p. 224-234 (texte intégral).